# Walford
Walford és una població dels Estats Units a l'estat d'Iowa. Segons el cens del 2000 tenia 1.224 habitants.

## Demografia
Segons el cens del 2000, Walford tenia 1.224 habitants, 389 habitatges, i 348 famílies. La densitat de població era de 492,3 habitants/km².
Dels 389 habitatges en un 56,6% hi vivien nens de menys de 18 anys, en un 81,2% hi vivien parelles casades, en un 6,2% dones solteres, i en un 10,5% no eren unitats familiars. En el 8,2% dels habitatges hi vivien persones soles el 3,6% de les quals corresponia a persones de 65 anys o més que vivien soles. El nombre mitjà de persones vivint en cada habitatge era de 3,14 i el nombre mitjà de persones que vivien en cada família era de 3,35.
Per edats la població es repartia de la següent manera: un 36,4% tenia menys de 18 anys, un 5,4% entre 18 i 24, un 39,8% entre 25 i 44, un 14,1% de 45 a 60 i un 4,3% 65 anys o més.
L'edat mediana era de 31 anys. Per cada 100 dones de 18 o més anys hi havia 94,3 homes.
La renda mediana per habitatge era de 67.833 $ i la renda mediana per família de 70.000 $. Els homes tenien una renda mediana de 42.197 $ mentre que les dones 27.188 $. La renda per capita de la població era de 21.370 $. Cap de les famílies i el 0,4% de la població estaven per davall del llindar de pobresa.

## Poblacions més properes
El següent diagrama mostra les poblacions més properes.